# Psenoflata brevis
Psenoflata brevis är en insektsart som först beskrevs av Van Duzee 1907.  Psenoflata brevis ingår i släktet Psenoflata och familjen Flatidae. Inga underarter finns listade i Catalogue of Life.